# Fokszany
Fokszany (rum. Focșani, niem. Fokschan) – stołeczne miasto okręgu Vrancea w Rumunii. Leży nad rzeką Milcov. W 2021 roku miasto liczyło 65 052 mieszkańców. W 1789 r. miała tu miejsce bitwa wojsk tureckich z wojskami rosyjsko-austriackimi, w której Turcy ponieśli klęskę.
W mieście tym swoją siedzibę ma klub piłkarski CSM Fokszany.
W mieście rozwinął się przemysł spożywczy, meblarski oraz odzieżowy.

## Miasta partnerskie
- Tivoli
- Potenza
- Patras
- ’s-Hertogenbosch
- Ramat Gan

## Galeria

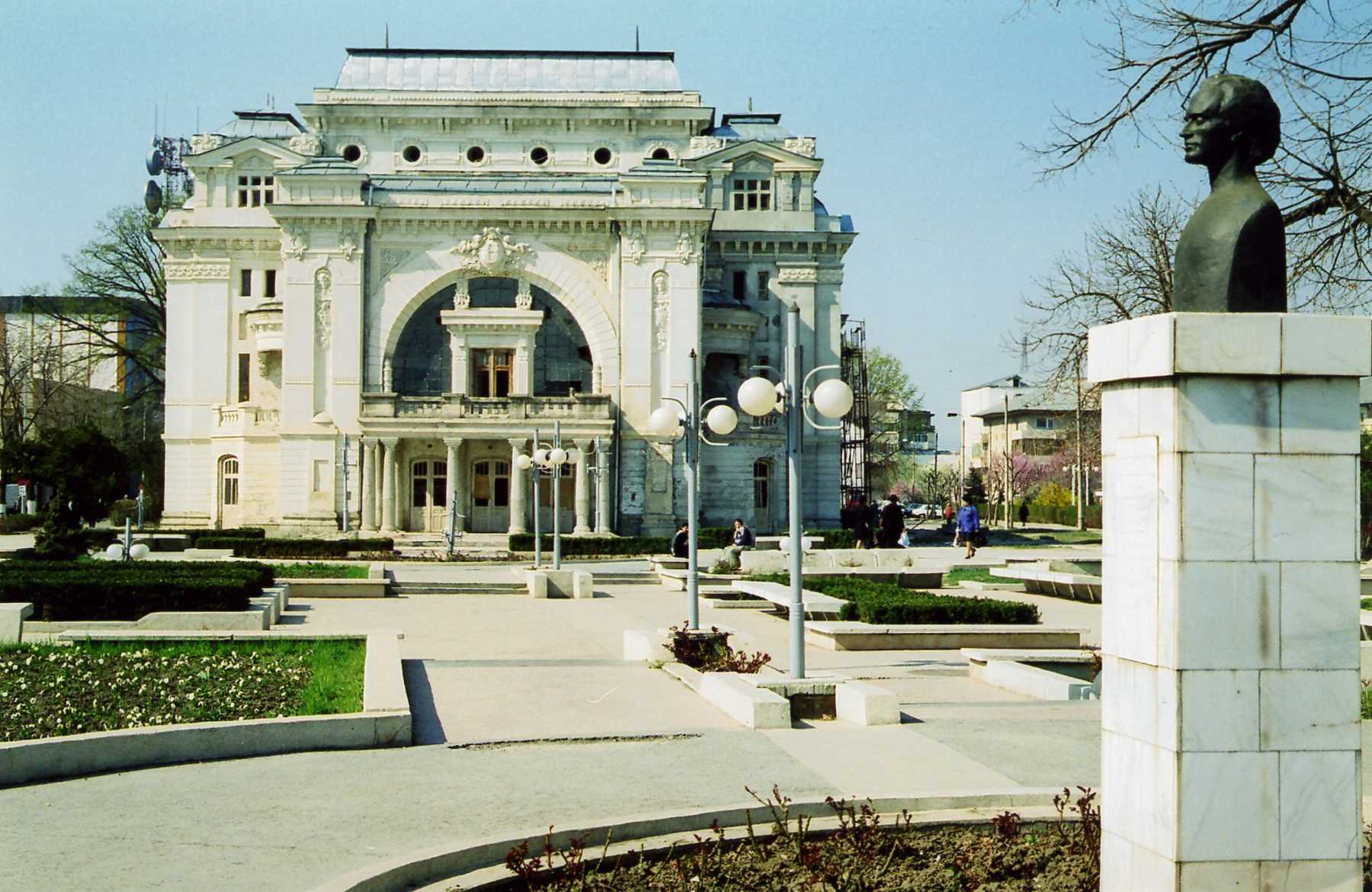
Teatr
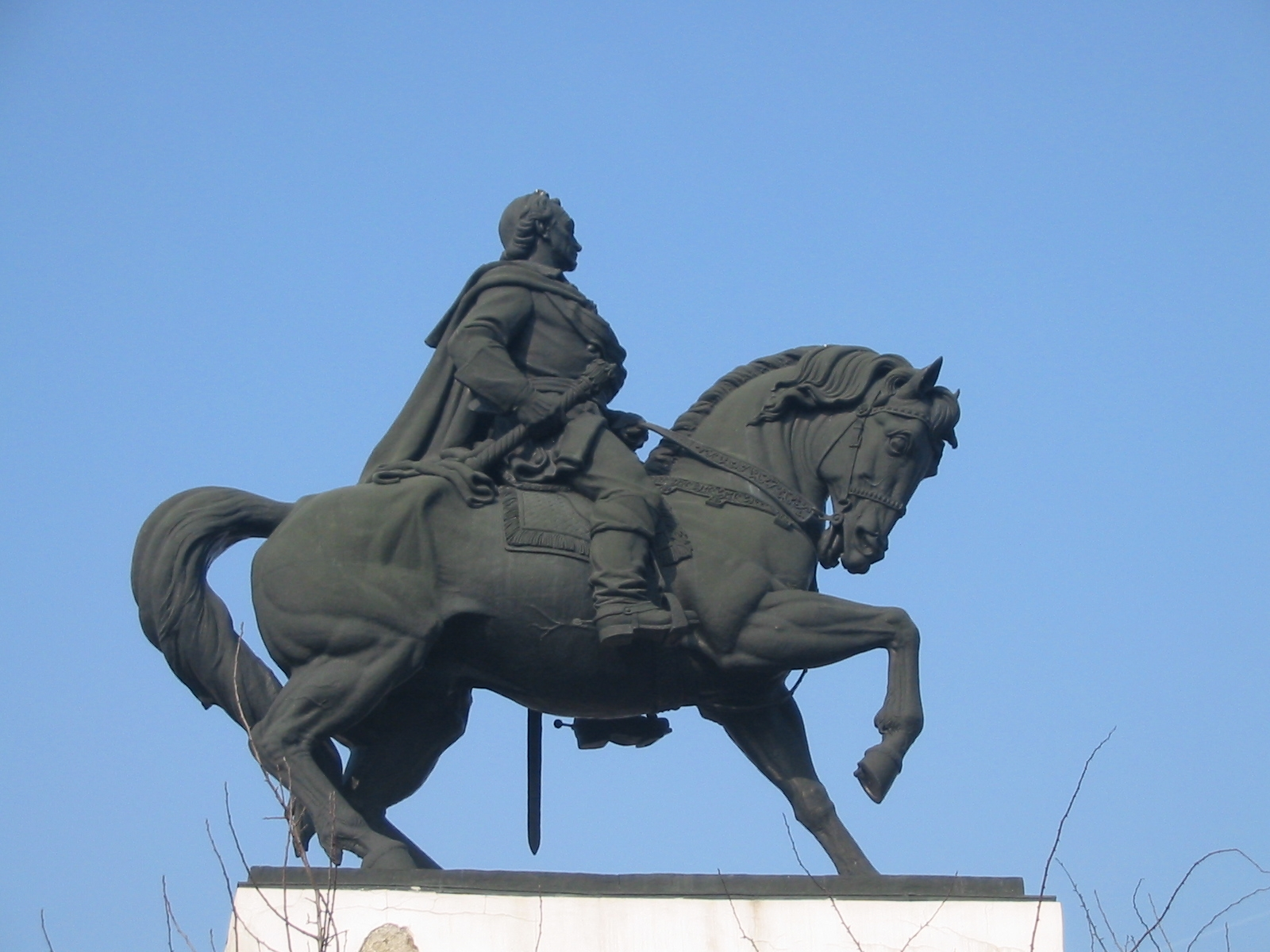
Pomnik Aleksandra Suworowa
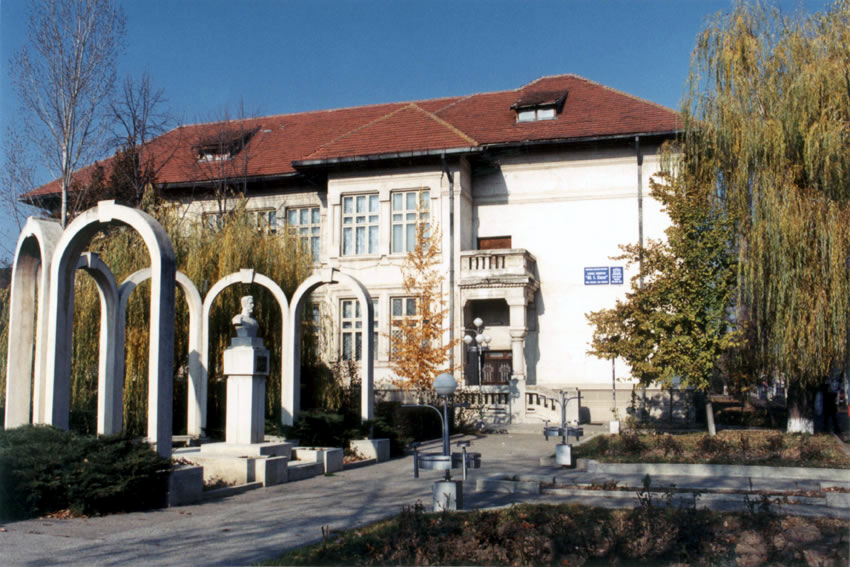
Szkoła średnia